# Кольпоциклоп шипуватий
Кольпоциклоп шипуватий (Colpocyclops longispinosus) — вид ракоподібних з родини Cyclopidae.

## Морфологічні ознаки
Загальна довжина самиці без апікальних щетинок фуркальних гілок 700–730 мкм, самця — 510–530 мкм. Для роду є характерним дещо клиноподібний передній край синцефалона, видовжене струнке тіло, видовжені яйцеві мішки, модифіковані олігомеризовані максили, особливо сильно гіпертрофований базис, перетворений на потужний хапальний орган. Унікальною ознакою роду Colpocyclops є повна відсутність максилипед.

## Поширення
Дніпровсько-Бузький лиман біля с. Станіслав, нижня частина Дністровського лиману. Одного разу показаний для нижнього Дніпра, звідки мабуть проник до Каховського водосховища.

## Особливості біології
Характерний компонент Понто-Каспійської фауни. Населяє піщані або замулені піски на різних глибинах олігогалних або меіомезогалінних естуарних водойм, знайдений при солоності 1,8–5,6 ‰.

## Загрози та охорона
Занесений до Червоної книги Чорного моря.